# West Dorset

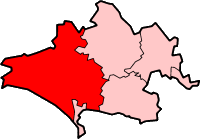
West Dorset dentro de Dorset.

West Dorset es un distrito de gobierno local y circunscripción electoral parlamentaria en Dorset (Inglaterra). Su Consejo se encuentra en Dorchester, la cual es además la capital o county town de Dorset. El distrito se formó el 1º de abril de 1974 bajo la Ley de Gobierno Local de 1972, a partir de la fusión de los boroughs de Bridport, Dorchester y Lyme Regis, el distrito urbano de Sherborne y los distritos rurales de Beaminster, Bridport, Dorchester y Sherborne.
Cubre un área de 1.081,48 km², y tiene una población de 96.200 habitantes, según estimaciones para el 2006.